# Diospyros fleuryana
Diospyros fleuryana là một loài thực vật có hoa trong họ Thị. Loài này được A.Chev. ex Lecomte mô tả khoa học đầu tiên năm 1930.